# 토마 도세비
토마 폴리비 도세비(프랑스어: Thomas Folivi Dossevi, 1979년 3월 6일 ~ )는 토고의 전 축구 선수로, 포지션은 스트라이커와 윙어였다. 그는 US 불로뉴 U-19 대표팀의 감독이다. 프랑스에서 태어난 그는 2002년부터 2012년까지 토고 국가대표팀에서 29경기에 출전해 2골을 기록했다.

## 구단 경력

### 발랑시엔
여름 이적시장에서 도세비는 발랑시엔에 합류했다. 《레키프》는 새 시즌을 앞두고 도세비가 발랑시엔을 떠날 위기에 처했다고 전했다.

### 낭트
2007년 8월, 도세비는 FC 낭트에 입단했다.

### 스윈던 타운
2010년 7월 31일, 그는 스윈던 타운이 노팅엄 포리스트를 상대로 2-3 승리를 거두는 경기에서 2골을 기록했다. 2010년 8월 3일, 그는 2010-11 시즌에 1년 계약을 맺었고, 계약 기간을 12개월 연장할 수 있다. 그는 2010년 8월 14일, 2-2로 비긴 하틀풀 유나이티드와의 경기에서 첫 풋볼 리그 골을 기록했다. 그는 2011년 4월 26일, 스윈던을 떠나 31경기에 출전해 3골을 기록했다.

## 국가대표팀 경력
도세비는 토고 국가대표팀 일원으로 2006년 FIFA 월드컵에 차출되었다.

## 감독 경력
USL 됭케르크에서 활동하는 동안 도세비는 클럽의 코치로도 일했다. 2016년 여름 은퇴한 그는 스탕다르 리에주의 스카우트가 되었고 2년 만에 클럽에서 일했다. 2019년 10월 1일, 도세비는 US 불로뉴의 U-19 대표팀 감독으로 임명되었다.

## 사생활
토마는 전 토고 축구 선수 피에르앙투안 도세비의 아들이고, 동생인 마티외가 있다. 그는 2010년 아프리카 네이션스컵에서 앙골라에서 발생한 버스 총격 사건의 생존 목격자 중 한 명이었다.